# Ligne de Rédics à Zalaegerszeg
La Ligne de Zalaegerszeg à Čakovec par Rédics et Lendava ou ligne 23 est une ligne de chemin de fer de Hongrie longue de 49 kilomètres. Elle relie Rédics par la gare de Rédics à Zalaegerszeg par la gare de Zalaegerszeg. Elle dessert l'Ouest du pays.
À l'origine c'était une ligne de 119 kilomètres qui a perdu une partie de son parcours après la création de nouvelles frontières. 